# Frances Densmore
Frances Densmore (ur. 21 maja 1867 w Red Wing w stanie Minnesota, zm. 5 czerwca 1957 tamże) – amerykańska etnomuzykolożka.

## Życiorys
Studiowała w Oberlin College w stanie Ohio. Uczyła się też prywatnie gry na fortepianie u Karla Baermanna i Leopolda Godowskiego w Bostonie, a także odbyła studia muzyczne u Johna Knowlesa Paine’a na Harvard University. Od 1893 roku prowadziła badania terenowe nad tradycyjną muzyką północnoamerykańskich Indian, od 1907 roku współpracowała ze Smithsonian Institution. W zbiorach Biblioteki Kongresu zachowało się 7 płyt z zarejestrowanymi przez nią pieśniami indiańskimi.

## Wybrane prace
(na podstawie materiałów źródłowych)
- Chippewa Music (2 tomy, 1910–1913)
- Poems from Sioux and Chippewa Songs (1917)
- Tetom Sioux Music (1918)
- Indian Action Songs (1921)
- Northern Ute Music (1922)
- Mandan and Hidatfa Music (1923)
- The American Indians and Their Music (1926)
- The Music of the Tule Indians of Panama (1926)
- Some Results of the Study of American Indian Music (1928)
- Pawnee Music (1929)
- Papago Music (1929)
- What Intervals Do Indians Sing? (1929)
- Yaman and Yaqui Music (1932)
- Menominee Music (1932)
- Cheyenne and Arapaho Music (1936)
- Alabama Music (1937)
- Music of Santo Domingo Pueblo, New Mexico (1938)
- Nootka and Quileute Music (1939)
- Music of the Indians of British Columbia (1943)
- Choctaw Music (1943)
- Seminole Music (1956)